# Zoran Spasojević
Zoran Spasojević (Kragujevac, 22. siječnja 1949.), srpski književnik.

## Životopis
Objavio je četrnaest knjiga i jedan kompakt disk.
Scenarist je humorističke TV serije "Bez naslova" (2000.) i radio-drame "Kratka povijest naizmeničnog stajanja i padanja" (2004.).
Zastupljen je u više od sedamdeset antologija i zbornika poezije, kratkih priča, kratkih drama i satire.
Pored pisanja bavi se mail artom i digitalnom grafikom. Digitalne grafike objavlјuje na razglednicama, u tisku i knjigama, kao i u brojnim internet-magazinima.
Nagrađivan je više puta.
Član je Udruženja dramskih pisaca Srbije i Udruženja književnika Srbije.

## Djela
- Dar praznine, poezija, Kragujevac, 1986.
- Odijelo za odlazak, kratke priče, Beograd, 1997.
- Glad, poezija, Kragujevac, 1998.
- Kratke priče bez muke, kratke priče, Beograd, 2003. (2. proš. izd., Beograd, 2006.)
- Amerika ima rupu, dramska trilogija, Beograd, 2003.
- Rezervat Srbija, kratke drame, Beograd, 2006.
- Gavrilov Princip, dokumentarna komedija, Beograd, 2008.
- Voliš li me, Jakove, ljubavna komedija, Beograd, 2008.
- Tu zeka pije vodu, satire, Beograd, 2008.
- Mala noćna pošta, mail art, Kragujevac, 2009.
- Moj čovek, lagana komedija, Beograd, 2010.
- Šešir, kratke priče, Beograd, 2018.
- Priče, kratke priče, Beograd, 2018.

## Kompakt disk
- Cirkus, digitalne grafike, knjige, tekstovi - Kragujevac, 2006.

## Zastupljenost u antologijama i zbornicima
- Skupljači snova, kratke priče, David Albahari / Petar Lazić, Beograd, 1988.
- Osluškivanje tišine, kratke priče, David Albahari / Mihajlo Pantić / Petar Lazić, Beograd, 1989.
- Otkucaji peščanog sata, kratke priče, David Albahari / Mihajlo Pantić / Petar Lazić, Beograd, 1990.
- Nekontrolisane senke, kratke priče, David Albahari / Mihajlo Pantić / Petar Lazić, Beograd, 1991.
- Ritam sedmog čula, kratke priče, David Albahari / Mihajlo Pantić / Petar Lazić, Beograd, 1992.
- Simptomi buke, kratke priče, David Albahari / Mihajlo Pantić / Vasa Pavković, Beograd, 1993.
- Nisam tu, ali radim na tome, kratke priče, David Albahari / Mihajlo Pantić / Vasa Pavković, Beograd, 1994.
- Otisci srca planete, kratke priče, David Albahari / Mihajlo Pantić / Vasa Pavković, Beograd, 1995.
- Veština namigivanja mesecu, kratke priče, David Albahari / Mihajlo Pantić / Vasa Pavković, Beograd, 1996.
- Čamac na Mont Everestu, kratke priče, David Albahari / Mihajlo Pantić / Vasa Pavković, Beograd, 1997.
- Čuvari ozona, kratke priče, David Albahari / Mihajlo Pantić / Vasa Pavković / P. Lazić, Beograd, 1997.
- Mamihlapinatapei, kratke priče, Darko Kocjan, Beograd, 1998.
- Vodič kroz lavirint, kratke priče, Mihajlo Pantić / Vasa Pavković, Beograd, 1998.
- 30. Zlatna struna, poezija, Duško Novaković / Danica Vujkov / Dragan Mrdaković, Smederevo, 1999.
- MALA KUTIJA – najkraće srpske priče XX veka, kratke priče, Mihajlo Pantić, Beograd, 2001.
- Ko je oklevetao Disa?, kratke priče, Đorđe Otašević, Beograd, 2002.
- Najkraće priče 2002, kratke priče, Đorđe Otašević, Beograd, 2003.
- U priči i okolo, kratke priče, Đorđe Otašević, Beograd, 2003.
- Satirične priče 2003, satire, Đorđe Otašević, Beograd, 2004.
- Lirski bruj Šumadije, poezija, Dušan Stojković, Mladenovac, 2004.
- Donja strana priče, kratke priče, Đorđe Otašević, Beograd, 2004.
- Najkraće priče 2004, kratke priče, Đorđe Otašević, Beograd, 2005.
- Vrata moje priče, kratke priče, Đorđe Otašević, Beograd, 2005.
- Najkraće priče 2005, kratke priče, Đorđe Otašević, Beograd, 2006.
- Alisa u zemlji priča, kratke priče, Đorđe Otašević, Beograd, 2006.
- I posle priče priča, kratke priče, Đorđe Otašević, Beograd, 2006.
- Pevači usnule prestonice, poezija, Vladimir Jagličić, Kragujevac 2006. (2. proš. izd. Vladimir Jagličić, Kragujevac 2007.)
- Antologija srpske satire, satire, Đorđe Otašević, Beograd 2007.
- Mala antologija srpske satire, satire, Đorđe Otašević, Beograd 2007.
- Najkraće priče 2006, kratke priče, Đorđe Otašević, Beograd, 2007.
- Najkraće priče 2006 - sažeto izdanje, kratke priče, Đorđe Otašević, Beograd, 2007.
- www.priče.co.yu, kratke priče, Đorđe Otašević, Beograd, 2007.
- Muške priče, kratke priče, Đorđe Otašević, Beograd, 2007.
- Jednostranične priče, kratke priče, Đorđe Otašević, Beograd, 2007.
- Duboki prozor, kratke priče, Dejan Bogojević, Valjevo / Knjaževac, 2007.
- Najkraće priče 2007, kratke priče, Đorđe Otašević, Beograd, 2008.
- Mala kutija, kratke priče, Mihajlo Pantić, Beograd, 2008.
- Priče za poneti, kratke priče, Đorđe Otašević, Beograd, 2008.
- Kratke, kraće i najkraće drame na svetu, kratke drame, Jovan Ćirilov, Vršac, 2008.
- Najkraće priče 2008, kratke priče, Đorđe Otašević, Beograd, 2009.
- Vajanje beline, almanah, Dejan Bogojević, Valjevo, 2009.
- Od priče do priče, kratke priče, Đorđe Otašević, Beograd, 2009.
- Satirične priče 2008, satire, Vesna Denčić, Beograd, 2009.
- Sve(jedno), kratke priče, Dejan Bogojević, Valjevo, 2009.
- Najkraće priče 2009, kratke priče, Đorđe Otašević, Beograd, 2010.
- Kuće u vazduhu, kratke priče, Đorđe Otašević, Beograd, 2010.
- Satirične priče 2009, satire, Vesna Denčić, Beograd, 2010.
- Najkraće priče 2010, kratke priče, Đorđe Otašević, Beograd, 2011.
- Satirične priče 2010, satire, Vesna Denčić, Beograd, 2011.
- Jedan život u manje od devetsto znakova, kratke priče, Đorđe Otašević, Beograd 2011.
- ZRNCA - antologija najkraće priče na srpskom jeziku, kratke priče, Dejan Bogojević / Dušan Stojković, Čačak, 2011.
- Najkraće priče 2011, kratke priče, Đorđe Otašević, Beograd 2012.
- Satirične priče 2011, satire, Vesna Denčić, Beograd, 2012.
- O malim i velikim stvarima, kratke priče, Đorđe Otašević, Beograd 2012.
- Svitak nad Lepenicom, poezija i proza, Golub Jašović / Radenko Bjelanović / Zoran Petrović, Kragujevac / Beograd 2012.
- Najkraće priče 2012, kratke priče, Đorđe Otašević, Beograd 2013.
- Hilandar (kratke priče, Đorđe Otašević, Beograd 2013)
- Najkraće priče 2013 (kratke priče, Đorđe Otašević, Beograd 2014)
- Kajmakčalanska 11 (kratke priče, Đorđe Otašević, Beograd 2014)
- Srbija na bis (poruke, grafiti, aforizmi i zapisi slušalaca, Darko Kocjan, Beograd 2014)
- Najkraće priče 2014 (kratke priče, Đorđe Otašević, Beograd 2015)
- Fosilni zapis (kratke priče, Đorđe Otašević, Beograd 2015)
- Najkraće priče 2015 (kratke priče, Đorđe Otašević, Beograd 2016)
- Jedan za sve (srpski aforizam, Goran Radosavljević, Paraćin 2016)
- Susreti sredom (kratke priče, Đorđe Otašević, Beograd 2016)
- Najkraće priče 2016 (kratke priče, Đorđe Otašević, Beograd 2017)
- Nevidljiva paučina (kratke priče, Đorđe Otašević, Beograd 2017)
- Najkraće priče 2017 (kratke priče, Đorđe Otašević, Beograd 2018)